# Campionato europeo maschile under 22 di pallavolo
Il campionato europeo maschile under 22 di pallavolo è una competizione pallavolistica, organizzata dalla CEV, per squadre nazionali europee, riservata a giocatori con un'età inferiore ai 22 anni.

## Edizioni
| Edizione      | Edizione      | Podio    | Podio   | Podio   |
| Anno          | Organizzatore | Campione | Seconda | Terza   |
| ------------- | ------------- | -------- | ------- | ------- |
| 2022 Dettagli | Polonia       | Italia   | Francia | Polonia |
| 2024 Dettagli | Paesi Bassi   | Francia  | Italia  | Polonia |

## Medagliere
| Pos. | Squadra | 1º posto | 2º posto | 3º posto | Totale |
| ---- | ------- | -------- | -------- | -------- | ------ |
| 1    | Italia  | 1        | 1        | -        | 2      |
| 1    | Francia | 1        | 1        | -        | 2      |
| 3    | Polonia | -        | -        | 2        | 2      |